# Sonata Księżycowa

Pierwsze takty sonaty Księżycowej

Sonata fortepianowa nr 14 cis-moll op. 27 nr 2 „Sonata quasi una fantasia” Ludwiga van Beethovena, znana jako sonata Księżycowa (niem. Mondscheinsonate) – jedna z najsłynniejszych sonat w historii muzyki. Powstała w latach 1800–1801. Trzydziestoletni kompozytor zadedykował ją swojej ukochanej, hr. Giulietcie Guicciardi, która była równocześnie jego uczennicą.

## Geneza nazwy
Nazwa, która przylgnęła do utworu, nie została nadana przez samego Beethovena (ten określił ją, podobnie jak wydaną razem z nią Sonatę op. 27/1, włoskim mianem Sonata quasi una fantasia, „Sonata na kształt fantazji”), lecz przez poetę i krytyka muzycznego Ludwiga Rellstaba. Pierwsza część Sonaty przywodziła mu na myśl odbicie światła księżyca w gładkiej tafli jeziora. (Rellstab miał na myśli szwajcarskie Jezioro Czterech Kantonów).

## Wykorzystanie w popkulturze
Podobnie jak wiele innych szerzej znanych klasycznych utworów Sonata Księżycowa doczekała się licznych odniesień w popkulturze. John Lennon na odwróconej sekwencji akordów oparł temat utworu Because, a Stuart Hamm wykorzystał ją w swoim albumie z 2002 roku – Radio Free Albemuth. Sonatę można usłyszeć w ścieżce dźwiękowej gier komputerowych takich jak m.in. Resident Evil, Earthworm Jim 2, Shadow Man, Return to Castle Wolfenstein, anime (np. Eminence in Shadow) oraz filmach.

## Części utworu
1. Adagio sostenuto
2. Allegretto
3. Presto agitato

Księżycowa nie ma klasycznej budowy sonaty. Pominięta jest pierwsza część (szybka), allegro sonatowe. Początkowe Adagio sostenuto odpowiada formalnie części drugiej, powolnej. Beztroskie Allegretto gra rolę menueta lub scherza, stojącego zazwyczaj na trzecim miejscu. Finał, Presto agitato (wł. „bardzo szybko, z wzburzeniem”) kończy dzieło nadspodziewanie mocnym akcentem.
- W przypadku problemów z odtwarzaniem zobacz instrukcję obsługi